# 沈鎜
沈鎜（1501年—？），字大新，浙江嘉興府秀水縣人，民籍，明朝政治人物，官至江西按察使司副使。

## 生平
嘉靖七年（1528年）戊子科浙江鄉試第十九名。嘉靖十四年（1535年）會試第十一名，登第三甲第一百四十八名進士。授興化府推官，勤政愛民，十九年擢南京工部虞衡司主事，管理芜湖钞关，二十三年遷都水司員外郎，晉兵部職方司郎中，調武選司。二十六年擢興化府知府，在任僅四月，丁憂去職。嘉靖二十九年（1550年），補延平府知府，陞江西按察司副使，兵備饒州，卒于任內。

## 家族
曾祖沈彥明；祖父沈玫；父沈嵩。母賀氏。具庆下。兄年（聽選官）、乾、權、誥、桐（训导）、鍨、堂、銓（贡士）、官、鏊（聽選官）、欽（监生）、弟鉦、鏞、鎣。